# Riccardo Pittis
Riccardo Pittis (* 18. Dezember 1968 in Mailand) ist ein ehemaliger italienischer Basketballspieler.

## Werdegang
Pittis durchlief die Nachwuchsabteilung von Olimpia Mailand. Trotz eines angeborenen Herzfehlers wurde er Leistungssportler. Während seiner Laufbahn (zu diesem Zeitpunkt war er Anfang 30) wechselte er beim Freiwurf die Wurfhand, führte den Wurf fortan aufgrund einer Verletzung an der rechten mit der linken Hand aus. Zu seinen Stärken zählten die Verteidigung, die Ballbehandlung und der Weitwurf. Er bestritt als Leistungssportler 685 Spiele in Folge.
Er gewann unter anderem jeweils siebenmal die italienische Meisterschaft und den Pokalwettbewerb sowie auf internationaler Ebene sechs Europapokalwettbewerbe und 1987 den Interkontinentalpokal.
Mit Italiens Nationalmannschaft nahm Pittis an der Weltmeisterschaft 1990 sowie an den Europameisterschaften 1991, 1993, 1995 und 1997 teil. 1991 und 1997 stand er mit Italien jeweils im EM-Endspiel, der Titelgewinn gelang aber nicht. Seinen besten Punktedurchschnitt (10,6) bei einem EM-Turnier erreichte Pittis 1993 in Deutschland. 1993 gewann er mit der Auswahl seines Landes die Mittelmeerspiele. Im Zeitraum 1989 bis 1997 bestritt er 118 Länderspiele.
Pittis wurde bei Fernsehsendern als Kommentator von Basketballspielen tätig, er hatte drei Jahre das Amt des Managers der italienischen Nationalmannschaft inne. Später ließ er sich zum Mentaltrainer ausbilden und befasste sich als Vortragsredner unter anderem mit Führung, Leistung, Gruppenzusammenhängen und Stressbewältigung.

## Erfolge

### Nationalmannschaft
- Silbermedaille bei Europameisterschaften 1991, 1997
- Sieger der Mittelmeerspiele 1993
- Bronze bei der U19-Weltmeisterschaft 1987
- Bronze bei der U18-Europameisterschaft 1986

### Verein
- Sieger des Interkontinentalpokals 1987
- Sieger des Europapokals der Landesmeister 1987, 1988
- Sieger des Saporta-Cups 1995, 1999
- Sieger des Korać-Cups 1985, 1993
- Italienischer Meister 1985, 1986, 1987, 1989, 1997, 2002, 2003
- Italienischer Pokalsieger 1986, 1987, 1994, 1995, 2000, 2003, 2004
- Italienischer Supercupsieger 1997, 2001, 2002